# La Dérive des continents (au sud)
Pour plus de détails, voir Fiche technique et Distribution.
La Dérive des continents (au sud) est un film dramatique helvético-français réalisé par Lionel Baier et sorti en 2022.

## Synopsis
En Sicile, début 2020: dans un camp de réfugiés, Nathalie, une officielle de l'Union européenne est chargée d'organiser une visite « impromptue » du Président français Emmanuel Macron et de la chancelière allemande Angela Merkel. Elle collabore avec deux délégués gouvernementaux, Charles-Antoine qui représente le président Macron, et Ute, pour Angela Merkel. Nathalie et Ute se connaissent bien, elles ont déjà travaillé ensemble et ont une relation intime.
Charles-Antoine trouve le camp trop « propre », et exige une mise en scène misérabiliste dans une partie insalubre du camp permettant de mettre en valeur le président français, dont la visite permettrait ainsi une amélioration flagrante de la situation.
Nathalie a la stupeur de retrouver Albert, son fils, avec qui elle a perdu contact à la suite de son divorce, qui travaille dans le camp comme bénévole d'une ONG. Albert a des comptes personnels à régler avec Nathalie, qu'il accuse de l'avoir abandonné, et se montre extrêmement critique avec la politique migratoire de l'Union européenne que Nathalie est chargée de mettre en œuvre.
Nathalie invite Albert dans un bar, mais celui-ci ne vient pas. Elle va alors dans l'auberge de jeunesse où il loge avec les autres bénévoles, leur entrevue se passe mal, et alors qu'elle repart, Nathalie est blessée à la jambe par une bouteille qu'on lui a lancée dessus. Albert se retrouve au poste de police pour la nuit, accusé d'avoir agressé sa mère, et commis de multiples déprédations dans l'auberge de jeunesse. Nathalie finit par payer les dommages, et va chercher le lendemain son fils au poste de police.
Elle demande à Albert de lui rembourser une partie de ses dépenses en travaillant, en scannant d'anciennes fiches signalétiques de réfugiés comprenant leurs empreintes digitales. Albert refuse tout net, ne voulant pas contribuer à ce que des réfugiés ayant depuis rejoint d'autres pays ne soient renvoyés en Italie en vertu des réglements Dublin.
La visite d'Emmanuel Macron et Angela Merkel est brusquement annulée car les deux dirigeants doivent se rendre à Rome pour un sommet sur la pandémie de Covid-19. Nathalie en profite pour faire visiter un peu la Sicile à son fils, notamment la ville de Gibellina. Mais une météorite détruit leur voiture, et Nathalie se retrouve isolée dans la campagne, cherchant un moyen de regagner la ville. Elle croise des migrants africains travaillant dans des champs, des villageois et villageoises organisant une procession à la mémoire des réfugiés noyés dans la Méditerranée. Lorsqu'elle arrive devant le camp, des jeunes militants d'ONG tente de rentrer de force, et une réfugiée fait un long discours, reprochant aux Européens leur indifférence à la souffrance des Africains.
La visite d'Emmanuel Macron et Angela Merkel est à nouveau annoncée, déclenchant de fébriles préparatifs. Nathalie se rend avec Albert dans le hangar où sont stockés les dossiers des réfugiés, ils ouvrent grand les portes et laissent les papiers s'envoler. La masse de papiers emportés par le vent entraîne une nouvelle annulation de la visite des deux dirigeants.
À l'aéroport de Catane, Nathalie, Albert, Charles-Antoine et Ute veulent prendre l'avion pour quitter la Sicile, lorsqu'on leur annonce subitement que tous les vols sont annulés et l'espace aérien italien fermé car le confinement de la population en raison de la pandémie de Covid-19 vient d'être déclaré.  Ils doivent retourner dans le camp pour attendre des instructions. Albert parvient à s'esquiver en compagnie de Nina, une jeune blogueuse italienne.

## Fiche technique
Sauf indication contraire, les informations mentionnées dans cette section peuvent être confirmées par la base de données cinématographiques IMDb,  présente dans la section « Liens externes ».
- Titre original : La Dérive des continents (au sud)
- Réalisation : Lionel Baier
- Scénario : Lionel Baier et Laurent Larivière
- Décors : Beatrice Scarpato (it)
- Costumes : Laura Pennisi
- Photographie : Josée Deshaies
- Montage : Pauline Gaillard
- Production : Pauline Karli Gygax et Max Karli
- Sociétés de production : Bandita Films et Les Films du losange
- Société de distribution : Les Films du losange
- Pays de production :  Suisse,  France
- Langues originales : français, italien, anglais, bulgare et allemand
- Format : couleur — 1,85:1 — son 5.1
- Genre : drame
- Durée : 89 minutes
- Dates de sortie :
  - France : 20 mai 2022 (Festival de Cannes) ; 24 août 2022 (en salles)
  - Belgique : 24 août 2022

## Distribution
- Isabelle Carré : Nathalie
- Théodore Pellerin : Albert
- Ursina Lardi : Ute
- Ivan Georgiev : Timotei
- Tom Villa : Charles-Antoine
- Daphne Scoccia : Nina
- Adama Diop : Boubacar
- Elisabeth Owona : Elisabeth
- Indri Shiroka : Antonio
- David Coco (it) : l'observateur
- Nicolas Roussiau : Jonathan
- Sebastiano Tinè : Danilo

## Accueil

### Critique
En France, le site Allociné propose une moyenne des critiques de presse à 3,1/5.
Le film est bien accueilli par la presse. Ainsi Caroline Besse, dans Télérama, rapporte une « quête intime surprenante qui mêle cruauté et drôlerie ». Pour Cécile Rouden, dans La Croix, le film est à la fois tendre, absurde et réjouissant. Olivier de Bruyn, dans Marianne, est plus nuancé : s'il salue une comédie acide, féroce, grinçante et convaincante qui rappelle Marco Ferreri, il est plus convaincu par le volet politique sur le fiasco européen que par le volet intimiste des relations humaines des protagonistes.

## Distinction
- Festival de Cannes 2022 : sélection en section Quinzaine des réalisateurs